# Гришки (Решетилівський район)
Гри́шки — колишнє село в Україні, у Решетилівському районі Полтавської області.
Село зняте з обліку рішенням Полтавської обласної ради від 28 вересня 2011 року.

## Географія
Село Гришки знаходилося на березі пересихаючої річечки, на протилежному березі якої розташоване село Бакай.